# Gemeenschapsbelangen Alphen
Gemeenschapsbelangen Alphen (GBA) is een lokale politieke partij uit de Nederlandse gemeente Alphen-Chaam. De partij richt zich uitsluitend op de kern Alphen.
Vanwege een gemeentelijke herindeling per 1 januari 1997 ging Alphen op in de nieuwe gemeente Alphen-Chaam en Riel in de gemeente Goirle. Vanuit de lokale partij Gemeenschapsbelangen Alphen en Riel is eind 1996 GBA opgericht om zich te kunnen richten op de nieuwe fusiegemeente. De CDA-fractie van Alphen sloot zich bij de nieuwe partij aan. Bij de gemeenteraadsverkiezingen van november 1996 won GBA vier zetels.
In 2018 maakte GBA deel uit van een raadsbrede coalitie. De partij leverde één wethouder. Deze functie ging naar Erik Willemsen.
GBA was de winnaar van de gemeenteraadsverkiezingen van 2022 met vier raadszetels. De partij zit in de coalitie samen met GBSV en de VVD en levert met Erik Willemsen opnieuw een wethouder. De fractie wordt geleid door Jan Bijlsma. Verder bestaat de fractie uit Niels Huismans, Bart Lauwaars en Ruud van Dongen.

## Verkiezingsuitslagen
| Jaar | Aantal zetels | Aantal stemmen |
| ---- | ------------- | -------------- |
| 2006 | 3             | 1236           |
| 2010 | 5             | 1549           |
| 2014 | 4             | 1426           |
| 2018 | 4             | 1386           |
| 2022 | 4             | 1449           |